# Aspitates
Aspitates är ett släkte av fjärilar. Aspitates ingår i familjen mätare.

## Bildgalleri

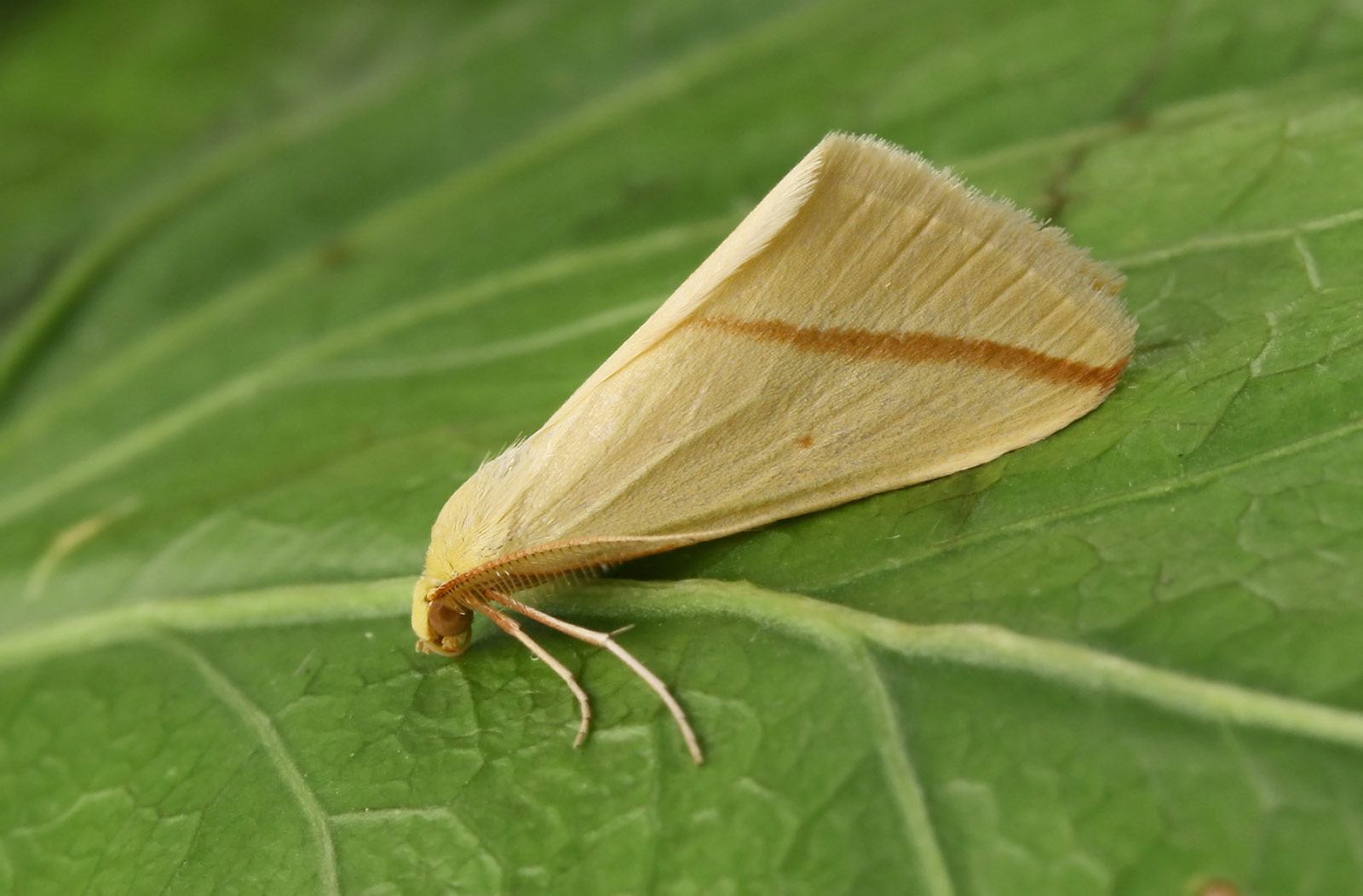

## Dottertaxa tillAspitates, i alfabetisk ordning[1]
- Aspitates aberrata
- Aspitates acuminaria
- Aspitates aestiva
- Aspitates alba
- Aspitates albaria
- Aspitates aluma
- Aspitates assiniboiarius
- Aspitates aurantiaca
- Aspitates baffinensis
- Aspitates burrenensis
- Aspitates canaria
- Aspitates canariaria
- Aspitates churchillensis
- Aspitates citraria
- Aspitates clausa
- Aspitates collinaria
- Aspitates conjuncta
- Aspitates conspersaria
- Aspitates crassesignata
- Aspitates curvaria
- Aspitates elwesi
- Aspitates fenica
- Aspitates forbesi
- Aspitates fuscata
- Aspitates fuscedinaria
- Aspitates geholaria
- Aspitates gilvaria
- Aspitates glabra
- Aspitates glessaria
- Aspitates gonarcha
- Aspitates hesperis
- Aspitates impuncta
- Aspitates inceptaria
- Aspitates inombrata
- Aspitates insignis
- Aspitates inumbrata
- Aspitates kitti
- Aspitates kozhantchikovi
- Aspitates kukunorensis
- Aspitates labradoriata
- Aspitates laetula
- Aspitates lativittata
- Aspitates minimus
- Aspitates mongolicus
- Aspitates mundataria
- Aspitates nigricans
- Aspitates nitidaria
- Aspitates obscurata
- Aspitates obsoleta
- Aspitates occidentalis
- Aspitates ochrearia
- Aspitates opulentaria
- Aspitates orciferaria
- Aspitates orciferata
- Aspitates orientaria
- Aspitates parvularia
- Aspitates sabuliferata
- Aspitates sibirica
- Aspitates staudingeri
- Aspitates sterrharia
- Aspitates stschurovskii
- Aspitates stschurovskyi
- Aspitates sublataria
- Aspitates suffusa
- Aspitates sulphuraria
- Aspitates tangens
- Aspitates taylorae
- Aspitates tonghata
- Aspitates trilinearia
- Aspitates tristrigaria
- Aspitates uncinataria
- Aspitates unicolorata
- Aspitates vittata